# Buchs (San Galo)
Buchs es una ciudad y comuna suiza del cantón de San Galo, ubicada en el distrito de Werdenberg. Limita al norte con las comunas de Gams y Sennwald, al este con Eschen (FL), Schaan (FL) y Vaduz (FL), al sur con Sevelen, y al oeste con Grabs.